# Roncaro
Roncaro – miejscowość i gmina we Włoszech, w regionie Lombardia, w prowincji Pawia.
Według danych na rok 2004 gminę zamieszkiwało 626 osób, 156,5 os./km².